# Кубер-Педи (аэропорт)
Аэропорт Кубер-Педи (англ. Coober Pedy Airport) — небольшой региональный аэропорт, расположенный в городе Кубер-Педи, Южная Австралия.